# Pokrajina Firence
Pokrajina Firence (v italijanskem izvirniku Provincia di Firenze, izg. Provinča di Firence) je bila ena od desetih pokrajin, ki so sestavljale italijansko deželo Toskana. Januarja 2015 so jo poimenovali Metropolitansko mesto Firence. Meji na severu z deželo Emilija - Romanja, na vzhodu z deželo Emilija - Romanja in s pokrajino Arezzo, na jugu s pokrajino Siena in na zahodu s pokrajinami Pisa, Lucca, Pistoia in Prato.

## Večje občine
Glavno mesto so Firence, ostale večje občine so (podatki 31.08.2007):
| Mesto            | Prebivalcev |
| ---------------- | ----------- |
| Firence          | 364.052     |
| Scandicci        | 49.596      |
| Sesto Fiorentino | 47.188      |
| Empoli           | 46.674      |
| Campi Bisenzio   | 41.478      |
| Bagno a Ripoli   | 25.682      |
| Fucecchio        | 22.538      |
| Pontassieve      | 20.708      |

## Naravne zanimivosti
Prevelika urbanizacija pokrajine, ki je bila posebno v preteklem stoletju neodgovorno pospešena, je močno poškodovala pokrajinsko ozemlje. Predvsem je tu govora o pozidavi obširnih zemljišč, ki so bila v teku stoletij pridobljena za kmetijsko obdelavo hribovskih pobočij. Gričevnat svet, ki je značilen za Toskano, ni nudil veliko ravnine za obdelovanje, zato so si morali kmetje urediti polja na terasah. Izredne važnosti so razne obdelovalne tehnike, ki so preprečevale, da je deževje odplavljalo zemljo v nižino. Prvi pogoj je bil opustitev oranja navzgor in navzdol po vzpetini, ki je samo pripravljalo kanale za odtok vode in zemlje. Kmetje so se raje usmerili na "poševno" oranje, ki je sprva predvidevalo gradnjo zemljenih nasipov ob robovih polja, kar je vodo odplavljalo po predvidenem načrtu. V naslednjih generacijah je bil sistem izpopolnjen do tehnike, ki je izkoriščala isto vodo tudi za prenos odplavljene zemlje spet navzgor. V šestdesetih letih preteklega stoletja je uporaba strojev za oranje postopoma izjalovila vse te tehnike, kar je privedlo do nedonosnega kmetovanja in poslednično do prodaje nekdaj bogatih polj gradbenikom, ki so kmalu pozidali teren in s tem uničili bogato kulturno dediščino.
Seznam zaščitenih področij v pokrajini: 
- Narodni park Foreste Casentinesi, Monte Falterona e Campigna (Parco nazionale delle Foreste Casentinesi, Monte Falterona e Campigna)
- Naravni rezervat Vallombrosa (Riserva naturale Vallombrosa)
- Naravni rezervat Padule di Fucecchio (Riserva naturale Padule di Fucecchio)

## Metropolitansko območje
Leta 2000 je bilo ustanovljeno okoli mesta Firenze tako imenovano metropolitansko območje ali velemesto (it. città metropolitana), ki zajema ne samo celotno pokrajino, temveč tudi pokrajini Prato in Pistoia, kar pomeni skoraj 5000 km² za okoli 1.600.000 prebivalcev. Bilo je le za statistična enota, saj ni bila določena še nobena upravna ureditev zadevnega ozemlja. Vendar je bilo iz ustanovnega zakona že razvidno, da je predvidena predvsem administrativna in komercialna združitev vseh dejavnikov bodočega velemesta. Po mnenju zgodovinarjev je to nekakšen zgodovinski preobrat po stoletjih drobljenja Toskane na vedno manjše enote, saj se je pokrajina Prato odcepila od pokrajine Firenze šele leta 1992.
Metropolitansko mesto Firenze (italijansko: Città Metropolitana di Firenze) je bilo ustanovljeno z zakonom 56/2014. Deluje od 1. januarja 2015.